# Amazed (Lonestar)
Amazed è un singolo del gruppo musicale statunitense Lonestar, pubblicato nel 1999 ed estratto dall'album Lonely Grill.
La canzone è stata scritta da Marv Green, Chris Lindsey e Aimee Mayo.

## Video
Il videoclip della canzone è stato diretto dal regista Trey Fanjoy.

## Cover
Nel 2006 il cantante inglese Duncan James, ex membro dei Blue, ha pubblicato il suo primo album da solista Future Past, in cui è presente la cover di Amazed.
Nel 2008 il cantante tedesco di origini libanesi Fady Maalouf ha diffuso l'album Blessed, in cui è inserita la sua cover del brano.
Il cantante irlandese Shane Filan (già membro dei Westlife) ha inciso l'album You and Me, uscito nel 2013, nella cui edizione "deluxe" vi è una versione acustica di Amazed.

## Tracce
USA
1. Amazed (Captain Mix) – 4:29
2. Amazed (AC Mix) – 4:02

UK (CD 1)
1. Amazed (Pop Remix)
2. Amazed (Radio Edit)
3. Lonely Grill

UK (CD 2)
1. Amazed (Mainstream Mix)
2. Amazed (Huff Mix)
3. Amazed (Mainstream Mix – Acoustic Version)